# Acácio
Acácio Cordeiro Barreto, né le 24 janvier 1959 à Campos dos Goytacazes, est un ancien joueur de football brésilien, qui évoluait au poste de gardien de but, reconverti entraîneur.

## Palmarès
- Vainqueur de la Copa América 1989 avec l'équipe du Brésil
- Finaliste de la Copa América 1983 avec l'équipe du Brésil
- Champion du Brésil en 1989 avec Vasco da Gama
- Champion de Rio en 1982, 1987 et 1988 avec Vasco da Gama